# Marin Premeru
Marin Premeru, né le 29 août 1990 à Rijeka, est un athlète croate, spécialiste à la fois du lancer du disque et du lancer du poids. 

## Biographie
Son record au disque est de 63,38 m, réalisé à Rijeka le 6 juin 2010. Vice-champion du monde à deux reprises lors des Championnats du monde d'athlétisme jeunesse 2007 à Ostrava. Son précédent record de 62,10 m avait été obtenu lors de la Coupe d'Europe hivernale des lancers 2010, compétition moins de 23 ans. Au lancer de poids, son record est porté à 20,59 m en avril 2013 à Drazevina.

## Palmarès
| Date | Compétition                                  | Lieu      | Résultat | Épreuve | Marque  |
| ---- | -------------------------------------------- | --------- | -------- | ------- | ------- |
| 2007 | Championnats du monde jeunesse               | Ostrava   | 2e       | Poids   | 20,42 m |
| 2007 | Championnats du monde jeunesse               | Ostrava   | 2e       | Disque  | 64,20 m |
| 2007 | Festival olympique de la jeunesse européenne | Belgrade  | 1er      | Poids   | 21,23 m |
| 2007 | Festival olympique de la jeunesse européenne | Belgrade  | 2e       | Disque  | 68,20 m |
| 2008 | Championnats du monde juniors                | Bydgoszcz | 3e       | Poids   | 19,93 m |
| 2008 | Championnats du monde juniors                | Bydgoszcz | 2e       | Disque  | 61,85 m |
| 2009 | Championnats d'Europe juniors                | Novi Sad  | 3e       | Disque  | 60,98 m |
| 2010 | Coupe d'Europe hivernale des lancers espoirs | Arles     | 2e       | Disque  | 62,10 m |
| 2011 | Coupe d'Europe hivernale des lancers espoirs | Sofia     | 3e       | Poids   | 18,01 m |
| 2011 | Coupe d'Europe hivernale des lancers espoirs | Sofia     | 3e       | Disque  | 57,28 m |
| 2011 | Championnats d'Europe espoirs                | Ostrava   | 3e       | Poids   | 18,83 m |
| 2012 | Coupe d'Europe hivernale des lancers espoirs | Bar       | 1er      | Poids   | 19,49 m |
| 2013 | Jeux méditerranéens                          | Mersin    | 2e       | Poids   | 19,72 m |
| 2021 | Coupe d'Europe des lancers                   | Split     | 10e      | Disque  | 60,70 m |

### Records
| Épreuve          | Épreuve          | Performance | Lieu      | Date            |
| ---------------- | ---------------- | ----------- | --------- | --------------- |
| Lancer du poids  | En plein air     | 20,59 m     | Draževina | 28 avril 2013   |
| Lancer du poids  | En salle         | 19,83 m     | Rijeka    | 25 février 2012 |
| Lancer du disque | Lancer du disque | 63,38 m     | Rijeka    | 6 juin 2010     |